# Svenska Akademiens essäpris
Svenska Akademiens essäpris var ett svenskt litteraturpris som utdelades årligen av Svenska Akademien mellan 2007 och 2019. Priset skulle ”belöna framstående essäkonst, oberoende av ämnesval och format”. Prisbeloppet var 100 000 svenska kronor (2015).

## Pristagare
- 2007 – Johan Asplund
- 2008 – Sven Lindqvist
- 2009 – Carl-Johan Malmberg
- 2010 – Anders Ehnmark
- 2011 – Torsten Ekbom
- 2012 – Lennart Sjögren
- 2013 – Gunnar D. Hansson
- 2014 – Arne Melberg
- 2015 – Fredrik Sjöberg
- 2016 – Per Molander
- 2017 – Nina Burton[4]
- 2018 – Aris Fioretos[5]
- 2019 – Helena Eriksson

### Fotnoter
1. ↑  ”Förteckning över Akademiens priser och stipendier”, Svenska Akademien. Läst 20 augusti 2023.
2. ↑  ”Svenska Akademiens essäpris”, Svenska Akademien 2007. Läst 20 augusti 2023.
3. ↑  ”Svenska Akademiens essäpris”. Svenska Akademien. Arkiverad från originalet den 8 november 2012. https://web.archive.org/web/20121108094226/http://www.svenskaakademien.se/information/pressinformation/2012/svenska-akademiens-essapris. Läst 9 juni 2012.
4. ↑  ”Svenska Akademiens essäpris - Svenska Akademien”. Svenska Akademien. http://www.svenskaakademien.se/press/svenska-akademiens-essapris-9. Läst 16 november 2017.
5. ↑  ”Svenska Akademiens priser våren 2018”. Svenska Akademien. https://www.svenskaakademien.se/press/svenska-akademiens-priser-varen-2018.